# Andreas Hamann (Architekt)

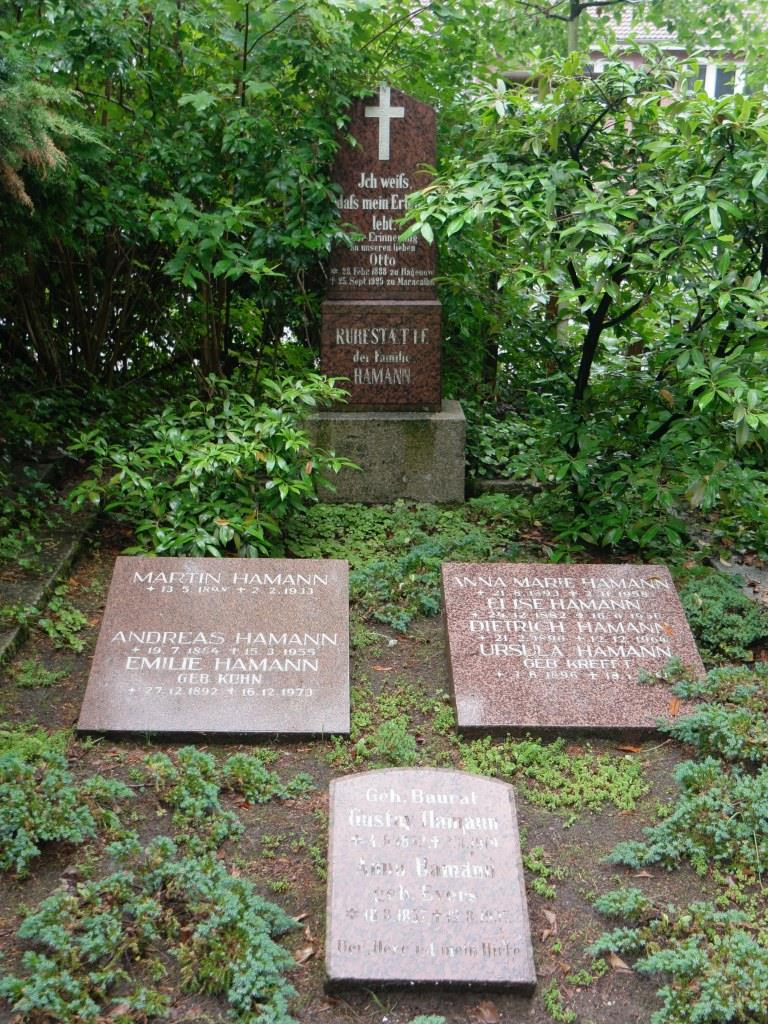
Grab der Architekten Gustav und Andreas Hamann auf dem Alten Friedhof in Schwerin

Andreas Hamann (* 19. Juli 1884 in Schwerin; † 15. März 1955 in Hannover) war ein deutscher Architekt und Baubeamter.

## Leben
Hamann war der erstgeborene Sohn des Architekten Gustav Hamann, seine Mutter war Anna Henriette Marianne Evers. Er hatte acht Geschwister. Die Familie bewohnte seit 1902 das Haus Mozartstraße 14 in Schwerin, das von Gustav Hamann entworfen wurde.
Hamann besuchte das Schweriner Realgymnasium und studierte an der Technischen Hochschule (Berlin-)Charlottenburg und an der Königlich Bayrischen Polytechnischen Hochschule in München Architektur. Die Diplom-Hauptprüfung bestand er 1909, 1913 folgte das 2. Staatsexamen und die Ernennung zum Regierungsbaumeister (Assessor in der öffentlichen Bauverwaltung). Die anschließende Zeit als Beamter auf Probe verbrachte er bei verschiedenen Institutionen mit vielseitiger Tätigkeit.
Am 1. Oktober 1919 wurde Hamann zum Stadtbaumeister, 1922 zum Stadtbaurat der Stadt Schwerin berufen und erhielt zusätzlich vom Magistrat die Leitung des Wohnungsamts übertragen. Als Stadtbaurat hatte er die Dienstaufsicht über die städtischen Gebäude, übte baupolizeiliche Beratung aus, hatte über Baukostenzuschüsse zu befinden und überwachte die Bebauungspläne und deren Absicherung in hochbautechnischer Hinsicht. Einige seiner Bauten und Entwürfe sind stilistisch dem Backsteinexpressionismus und dem Neuen Bauen zuzuordnen.
Die Entscheidung der Errichtung zum Bau einer Siedlung in dem einst käuflich erworbenen Schweriner Stadtteil Neumühle war unter der Leitung des Stadtbaurates Andreas Hamann 1932 getroffen worden. Hier ging es in erster Linie um die Unterbringung obdachloser und durch Arbeitslosigkeit in Existenznot geratener kinderreicher Familien. Ähnliche Musterbau Siedler Einfamilienhäuser mit etwa 1000 m² großen Grundstücken, die der Selbstversorgung durch Gartenbau und Kleinviehhaltung dienen sollten, wurde an der Wismarschen Straße 1934/35 – im Raum der heutigen Robert-Blum-Straße ebenfalls begonnen zu bauen. Letztes Werk Hamanns als Stadtbaurat ist die 1934 als Festhalle eröffnete monumentale heutige KGW-Maschinenbauhalle in der Wismarschen Straße. Die mehrere tausend Besucher fassende Mehrzweckhalle war von den NS-Machthabern für Kundgebungs- und Kulturveranstaltungzwecke gedacht. Vom Gauleiter und anderen Beteiligten geforderte Änderungen setzte Hamann nicht um; in der Folge wurde der Stadtbaurat Hamann wegen mangelnder Unterstützung der nationalsozialistischen Politik am 19. September 1934 im Alter von 50 Jahren in den vorläufigen Ruhestand versetzt. Im Oktober 1942 tritt er als untergeordneter Mitarbeiter der Preisbehörde seinen Dienst wieder an.
Am 12. Mai 1945 wurde Richard Crull, seit 1942 Oberbürgermeister von Schwerin, von der US-amerikanischen Militärbehörde entlassen. Als Oberbürgermeister wurde nun der ehemalige Wismarer Stadtrat Heinz Maus eingesetzt. Hamann wurde wieder als Stadtbaurat eingesetzt, aber schon bald zum Stadtrat für Wirtschaft ernannt. Doch im Juni 1950 fiel er durch eine Ablehnung der Teilnahme an einer deutsch-sowjetischen Freundschaftskundgebung in Schwerin bei der Stadtverwaltung erneut in Ungnade und trat als Stadtbaurat zurück. Einer drohenden Verhaftung konnte er sich nur durch eine schnelle Flucht nach Westdeutschland entziehen.
Hamann starb am 15. März 1955 in Hannover und wurde im Familiengrab auf dem Alten Friedhof in Schwerin beigesetzt.

## Werke (Auswahl)
Die Schweriner Friedhofsverwaltung setzte sich ab 1925 für das Projekt eines Krematoriums mit Trauer- und Leichenhalle auf dem Alten Friedhof ein. Andreas Hamanns erste geplante Bauvariante mit Kosten von 325.000 Reichsmark lehnten die Schweriner Stadtvertreter ab, der spätere deutlich kleinere Entwurf (welcher etwa ein Drittel günstiger war) wurde im Juni 1929 angenommen. Am 14. Dezember 1930 wurde der expressionistische Backsteinbau eingeweiht.
Im Jahr 1926 wurde vom Schweriner Magistrat zur Umgestaltung des Marienplatzes der Beschluss gefasst, eine neue Öffentliche Bedürfnisanstalt am Totendamm zu errichten. Der von Hamann entworfene expressionistische Bau wurde im Sommer des Jahres 1927 ausgeführt, die Baukosten betrugen 19.800 Reichsmark (RM).
Ein von Hamann angefertigter Vorentwurf für einen Rathausneubau vom Februar 1928 wurde, wie viele Schweriner Rathausprojekte, nicht verwirklicht, erst viel später entstand 1996 bis 1998 das Stadthaus, Am Packhof 2–6, als zentrales Verwaltungsgebäude.
Zu den Schweriner Baudenkmalen ersten Ranges gehört auch die ehemalige Mädchen-Mittelschule (Niklotschule), die im April 1930 eingeweiht wurde. Die Baukosten beliefen sich auf ca. 800.000 RM. Im Gebäude baute man später ein 13 × 3,80 Meter großes Schwimmbecken ein. Im Jahre 1957/58 wurde an den hofseitigen Flügel des Hamannschen Schulgebäudes durch die Architekten Otto Greese / Heinrich Handorf erweitert. Dieses ist ein dreigeschossiger Anbau. Die Kosten beliefen sich bis zum Schulbeginn am 10. April 1958 auf 480.000 Mark. Etwa im Jahr 2000 wurde an der Nordwestecke eine zweite Erweiterung angebaut. Seit 2005 ist die Niklotschule gewerbliche Ausbildungsstätte für rund 1800 Auszubildende in den Bereichen Wirtschaft, Handel und Verwaltung, außerdem Fachschule für Gesundheit und Soziales.
Ein weiteres Projekt Hamanns entstand um 1930 mit dem Erweiterungsbau des damaligen Stadtkrankenhauses an der Werderstraße, dessen Hauptgebäude von 1839 bis 1841 nach Entwürfen den damaligen Hofbaumeisters Georg Adolf Demmler erbaut worden war.
Andere Entwürfe von Hamann betrafen Wartehäuser für die Straßenbahn, das Akkumulatorengebäude für das Elektrizitätswerk, Wohnhäuser in Neumühle und anderes.
- 1927: Straßenbahn-Wartehalle und Kiosk mit öffentlicher Toiletten am Totendamm / Goethestraße in Schwerin
- 1930: Krematorium und Trauerandachtshalle auf dem Alten Friedhof in Schwerin (Einweihung am 14. Dezember 1930)
- 1930: Niklotschule in Schwerin (Einweihung am 29. April 1930)[1]
- 1930: Erweiterungsbau der Werderklinik in Schwerin (2012–2014 saniertes Hauptverwaltungsgebäude genutzt durch die VR-Bank Schwerin)[2]
- 1932/1934: Wohnbebauung in Neumühle
- 1934: Festhalle (KGW-Maschinenbauhalle) in Schwerin, Wismarsche Straße
- Akkumulatorenstationen für das Elektrizitätswerk Schwerin
- Straßenbahn-Wartehäuser